# Gaspar de Vallgonera
Gaspar de Vallgonera (segle xvi) fou un eclesiàstic català que arribà a la dignitat d'abat de Sant Pere de Rodes (1569-1592). Era fill de Joan Galceran de Vallgonera i de Cruïlles, donzell elevat a cavaller, senyor de Vallgornera, Vilarnau, Pollestres, Fontcoberta i Vilanova de la Muga, i de Caterina de Foixà i de Sant Miquel, filla dels varvassors de Foixà, senyors d'Albons i d'Orriols. Va assistir a les corts de 1585 i fou president del capítol benedictí entre 1581 i 1584, juntament amb Francesc de Sentjust, abat de Serrateix, i Jerónimo Nueros, abat d'Alaó.